# Literatura en interlingue

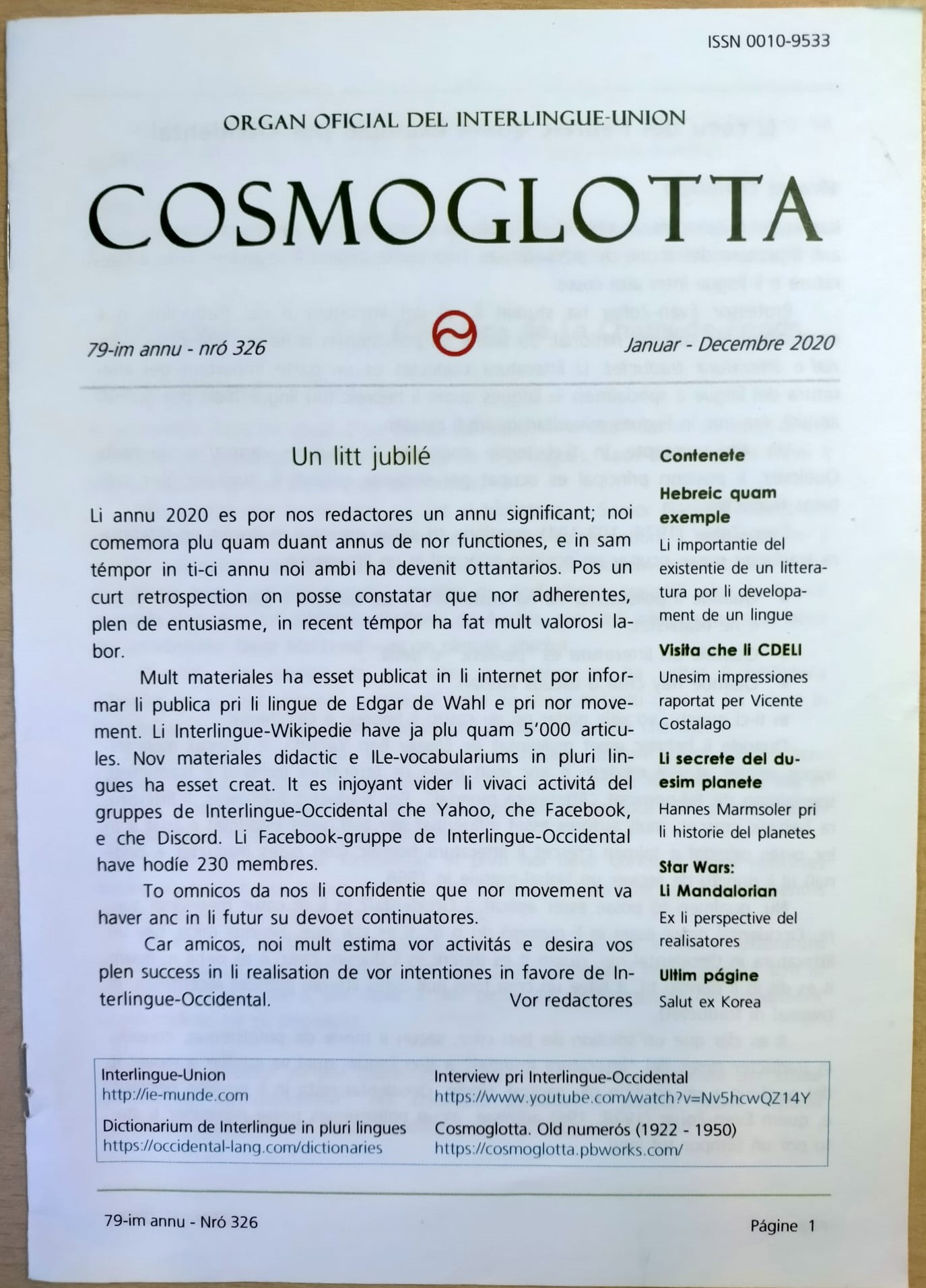
Una gran part de la literatura en occidental s'ha publicat en la seva revista oficial Cosmoglotta

La literatura en interlingue es pot dividir en quatre períodes: el primer període, de 1921 a 1927, va des de la creació de l'idioma fins al canvi de seu a Viena; el període de Viena, de 1927 a 1949, va des del canvi de seu a Viena fins al canvi de nom a interlingue; el període de paralització, de 1950 a 1999, va des del canvi de nom de l'idioma fins al creació del primer Yahoo! Group; i el reavivament en internet, des de 1999 fins a l'actualitat, des de la creació del primer Yahoo! Group fins a l'actualitat.
L'interlingue és un idioma artificial creat per Edgar de Wahl en 1922. Es caracteritza per ser un idioma naturalista i regular, una via mitjana entre l'artificiositat de l'esperanto i de l'ido i la naturalitat total de la interlingua (que inclou moltes irregularitats).

## Primer període (1921-1927)
La primera publicació coneguda a occidental és el llibre Transcendent algebra, ideografia matematical, experiment de un lingue filosofic, de Jacob Linzbach, publicat el 1921. No obstant això, no es pot considerar aquest llibre com una "obra literària".
El primer text literari que es pot trobar a Cosmoglotta és Hymne, de Kaarlo Hammar, traduït del finès per K.J. Saarinen a Kosmoglott 1925.
La següent obra literària va aparèixer al Supplement de Kosmoglott 1 (any 1926). Aquesta revista tenia com a objectiu publicar traduccions de textos científics i literaris. En el primer número es poden trobar traduccions de dos poemes de Goethe fets per A. Toman: el vers 48 (encara que aparegués com el 54 a Cosmoglotta) del text Vier Jahreszeiten i també una part del poema Wandrers Nachtlied' '.
A. Toman va traduir també poesies de Jaroslav Vrchlický. El 1926 es va publicar Nationalism in Occident, que era la traducció a partir de l'anglès feta per A. Toman del primer capítol de Nationalism, publicat el 1918 per Rabindranath Tagore.

## Període de Viena (1927-1949)
El segon període de la història literària de l'occidental és el període de Viena, que va començar el 1927 i es va estendre fins al 1949, quan es va canviar el nom de l'idioma a interlingue.
A Supplement al Cosmoglotta 7 (1927), es troba la traducció de la "Sentències perses" de Saadi, i a Supplement al Cosmoglotta 8 (Mart 1927), es troba Li França depos li guerre, d'Hermann Keyserling, i un fragment de Suicide, de T. G. Masaryk.
El 1930, Ric Berger va publicar Historiettes in Occidental, una compilació d'historietes originalment publicada a la revista Helvetia.
També 1930 es va publicar Ú es mi hem?, de Konstanti Balmont, traduït per A. Toman en col·laboració amb M. Guilbert, A. Deminger i E. de Wahl.
El 1931 es va publicar l'obra Manuel Menendez, una obra d'Edmondo d'Amicis traduïda per A. Toman amb l'ajuda d'Edgar de Wahl. També en aquell any es va publicar Un descende in li Maelstrom, una obra d'Edgar Allan Poe, igualment traduïda per A. Toman amb l'ajuda d'Edgar de Wahl.
Jaroslav Podobský va publicar Li Astres del Verne, una colletion de poesia original a Occidental.
El 1938, Jan Amos Kajš va publicar Krasina, raconta del subterrania del Moravian carst.
Entre les obres originals, destaquen les d'A.E. Cortines, com Li vive pende a un fil, Li mendico, Li incercerat princessa e Pro amore al musica; i el conte Cacuma, de P. Dimitriev, publicat a Cosmoglotta A 143 (gener 1949).

## Període d'estancament (1950-1999)

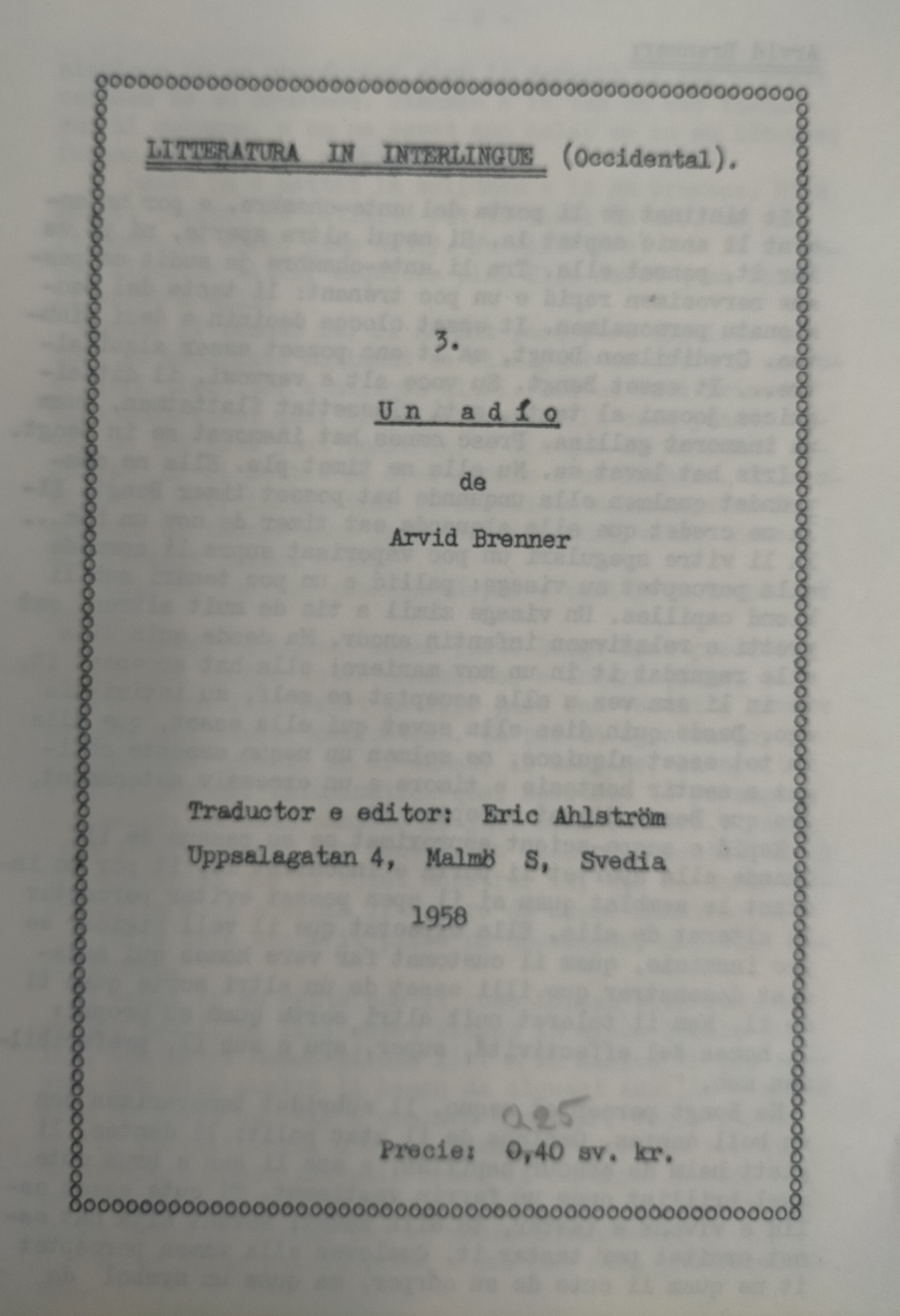
Un Adío, d'Arvid Brenner, traduït el 1958 per Eric Ahlström.

El període d'estancament va començar el 1950, quan l'Occidental-Union va votar oficialment el canvi de nom de l'idioma a interlingue. Aquest canvi es va acceptar amb un suport del 91%. Aquest període va acabar amb la creació del primer Yahoo! Group a occidental el 1999.
Interlingua va aparèixer el 1951 i molts occidentalistes, incloent Ric Berger, un dels seus principals defensors, van començar a donar suport a aquesta nova llengua d'IALA, que va significar un debilitament del moviment. Cosmoglotta va continuar apareixent, però amb menys periodicitat fins al punt de deixar d'aparèixer el 1985. Segons Don Harlow, un autor esperantista, Adrian Pilgrim, editor de Cosmoglotta en aquella època, va dir que l'occidental es podia descriure com una "llengua morta".
Li matre parla, una traducció de Josef Křesina a partir de l'original txec de Jiří Marek, es va publicar el 1954.
Li alocution al chefes de Lebak, de Multatuli, va ser traduït per Piet Cleij i publicat el 1955. És un fragment de l'obra "Max Havelaar", que "va ser una severa acusació contra el sistema colonial holandès d'aquella època".
El 1957, l'Interlingue Institute Nederland publica Camises Nuptial, de Karel Jaromír Erben, traduït per Josef Křesina. El 1958, Eric Ahlström va publicar Un adío, una traducció lliure d'Arvid Brenner. Del mateix traductor és el llibre Un desertor, escrit originalment per Bo Bergman i publicat (la traducció) el 1958, any de publicació d'Episode con perspectives, de Harald Herdal.
El 1964 Francis R. Pope va publicar el llibre Poemas, una col·lecció de poemes traduïts de l'alemany, del francès i de l'anglès.
Revivència a internet (1999 fins a l'actualitat)
El revifament de l'occidental va començar el 1999, quan es va crear el primer Yahoo! Group a occidental. Abans d'això, l'idioma havia patit una etapa de decadència als vuitanta i als noranta. En aquesta època cal destacar la creació de Wikipedia, que va aconseguir els 5000 articles el 2020.
El primer text publicat en aquesta època és Li Cartusie de Parma, de Stendhal, publicat a internet per Ribert Winter el 2011.
El 2012, Thomas Schmidt va publicar Li Munde de Sandra a la revista per internet Posta Mundi, que s'especialitza en publicacions literàries en llengües artificials. Aquest autor també va traduir Li litt prince el 2014.
El 2019, Dave MacLeod va publicar Li Romance de Photogen e Nycteris.
Entre els anys 2021 i 2023, Vicente Costalago ha publicat textos originals com Li sercha in li castelle Dewahl e altri racontas, Li tresor de Fluvglant, Subuqti i Verses escapat de mi mente; i traduccions com Antologie hispan, Fabules, racontas e mites i Antologie de poesie europan.

## Obres
Les principals obres originals són:
- Pro principie, Un parábol, d'Engelbert Pigal, publicat en Cosmoglotta A 066 (nov 1929).
- Li censor, d'A. Kofman, publicat en Cosmoglotta A 086 (jan-feb 1933).
- Krasina, raconta del subterrania del Moravian carst, publicat en 1938 per Jan Amos Kajš.
- Li astres del Verne, una colección de poesía original de Jaroslav Podobský, publicat en 1935 i 1947.
- Li raconta Cacuma, de P. Dimitriev, publicat en Cosmoglotta A 143 (jan 1949).
- Li Munde de Sandra, publicat per Thomas Schmidt en Posta Mundi el 21 de desembre de 2012.[2]
- Curt amore, publicat en Cosmoglotta A 105 (nov-dec 1935).
- Vive li passate, de S. W. Beer, publicat en Cosmoglotta A 120 (mar 1938)
- Li mendico d'A.E. Cortinas, publicat en Cosmoglotta B 074 (sep 1945).
- Li incarcerat princessa d'A.E. Cortinas, publicat en Cosmoglotta A 133 (apr 1947)
- In Obscuritá de J. Podobský, publicat en Cosmoglotta A 137 (apr 1948).
- Pro amore al musica, d'A.E. Cortinas, publicat en Cosmoglotta B 080 (apr 1946).
- Quiet vicinos, d'Ilmari Federn, publicat en Cosmoglotta B 088 (mar 1947).
- Li vive pende a un fil, de A.E. Cortinas, publicat en Cosmoglotta B 069 (apr 1945).
- Li squale e li marinero, publicat en Cosmoglotta B 064 (nov 1944).
- Li savagi Ganse publicat en Cosmoglotta B 064 (nov 1944).
- Li últim rendevú o esque rendevús es dangerosi?, de Dorlota Burdon en internet en archive.org (mar 2021)
- Li sercha in li castelle Dewahl e altri racontas, de Vicente Costalago.[3]
- Li unesim impression, de Dorlota, publicat a l'internet en Puellesses
- Li tresor de Fluvglant, de Vicente Costalago.
- Subuqti, de Vicente Costalago
- Verses escapat de mi mente, de Vicente Costalago
- Anidros, de Vicente Costalago
- Li Crímines de Cnocorran, de Vicente Costalago[4]
- Yo have ancor alquó a dir, de Vicente Costalago
- Exea!, de Vicente Costalago[5]